# Aden
Aden (z arabského slova adan, což znamená ráj) je největší jemenský přístav, který v letech 1967 až 1990 sloužil jako hlavní město bývalého Jižního Jemenu. Nachází se na jihu země u břehů Adenského zálivu a jeho populace je odhadována na 1 116 193 obyvatel (k roku 2024), což z něj činí jedno z největších měst v Jemenu.

## Historie

Aden s portugalskou flotilou (1590)

Město Aden disponuje ideálním přírodním přístavem, který vznikl v kráteru vyhaslé sopky a je spojen umělou šíjí s pevninou, kde se rozkládá moderní část města. Díky svému strategickému významu byl Aden důležitým obydleným místem již ve starověku; podle jedné legendy byl dokonce místem, kde Kain zabil Ábela. V roce 1839 byl přístav obsazen Brity, kteří zde založili kolonii, aby mohli kontrolovat námořní cesty do Indie a zároveň rozšiřovat svou nadvládu na jižní část Arabského poloostrova. V listopadu 1967 byla v Adenu vyhlášena nezávislost, a v květnu 1990 se spojila s Severním Jemenem. V letech 1994 a 2007 proběhla v Adenu povstání jihojemenských separatistů, kteří mimo jiné protestovali proti nesplnění slibu ze strany Severního Jemenu, že přenesou hlavní město ze Saná.

## Současnost
V Adenu se nachází mezinárodní letiště, univerzita, ropná rafinérie a dva tisíce let starý zavlažovací systém. Kromě toho se zde nachází pevnost Sira, která dominuje na ostrově a kontroluje vstup do přístavu. Součástí aglomerace je také rezidenční čtvrť Madínat aš-Šáb (dříve Madínat al-Ittihád), která byla budována v padesátých letech jako budoucí metropole podle vzoru Brasília. Ve městě často pobýval francouzský básník a dobrodruh Arthur Rimbaud. Přestože Aden hostí mnoho architektonických památek, turisté sem příliš nesměřují kvůli nevyhovující bezpečnostní situaci.

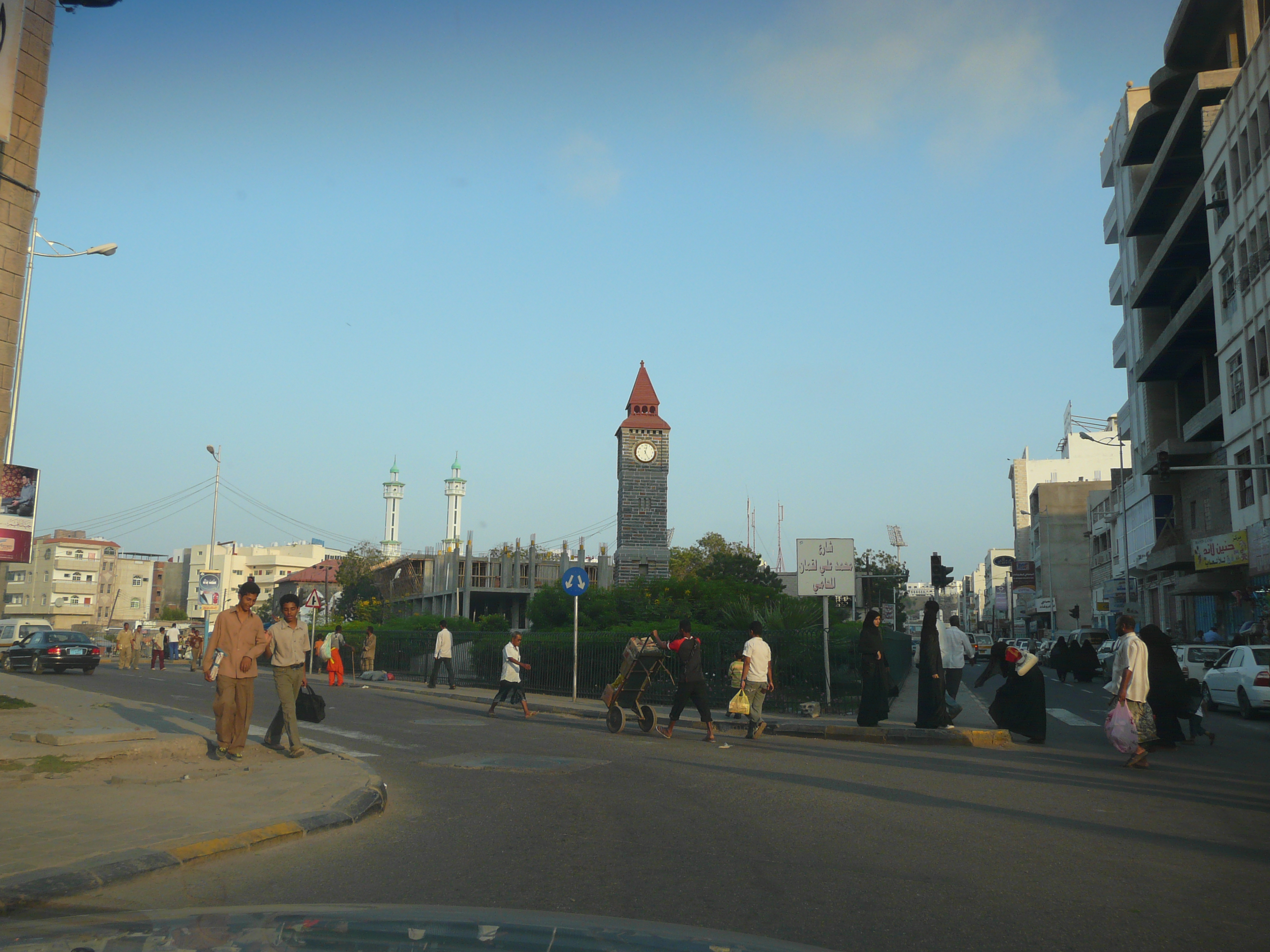
Hodinová věž, známá jako "Big Bed Aden".

## Ekonomika
V průběhu dějin byl Aden významným obchodním centrem, dovážejícím zboží z různých částí světa, včetně afrického pobřeží, Evropy, Spojených států a Indie. V roce 1920 britský popis označil Aden jako hlavní místo obchodu s arabskými produkty. Město poskytovalo uhlí pro lodě a jediným produktem byla sůl.
Na začátku 20. století byl Aden centrem produkce kávy a dalších plodin, jako byla pšenice a ječmen. V Adenu se také vyráběly veselé lodě a dřevěné uhlí. Místní obyvatelé, včetně židovského a řeckého obyvatelstva, vyráběli cigarety s dovezeným tabákem z Egypta.
V souvislosti s vypuknutím jemenské občanské války v roce 2015 Aden čelí neustálým protestům, zejména kvůli otázkám týkajícím se výroby elektřiny. Elektrická síť v Adenu, závislá na dováženém palivu, má od roku 2021 problémy s výrobou elektřiny.